# Henry Stern (componist)
Henry R. Stern, ook wel bekend onder zijn pseudoniem: S.R. Henry, (New York, 23 juni 1874 – Dallas (Texas), 13 maart 1966) was een Amerikaans componist en muziekuitgever.

## Levensloop
Stern heeft gestudeerd aan de Columbia-universiteit in New York, waar hij in 1896 zijn Bachelor of Philosophy behaalde. In 1898 werd hij eigenaar van de muziekuitgeverij Joseph W. Stern & Co. van zijn oudere broer. Deze uitgave heeft hij later zelf aan de muziekuitgave Edward B. Marks Co. verkocht. Vanaf 1921 was hij lid van de American Society of Composers, Authors and Publishers (ASCAP). Verder was hij erelid van de Variety Club of Texas. 
Hij schreef onder zijn pseudoniem S.R. Henry composities voor vele genres, waaronder populaire muziek, ballades en comic-stukken.

## Composities

### Werken voor orkest
- 1906 Priscilla, Colonial two-step
- 1906 Red domino
- 1914 By heck, Eccentric Fox-Trot - tekst: L. Wolfe Gilbert
- 1919 Good Night Dearie (samen met: David Onivas) - tekst: Frank H. Warren
- 1919 Himalya (samen met: David Onivas)
- 1919 Pahjahmah (samen met: David Onivas)
- Blow Away Your Troubles
- There's a Man in the Moon

### Werken voor harmonieorkest
- 1900 The colored major, Cakewalk and Two-Step
- 1904 Polly Prim march
- 1905 Peter Piper march
- 1906 Priscilla, Colonial intermezzo and two-step
- 1907 Punch and Judy
- 1908 Henry's barn dance
- 1909 Down At The Huskin' Bee
- 1910 Down In Yucatan, Characteristic March Two-Step
- 1910 Yucatana Man, mars - tekst: Maurice H. Rosenfeld
- 1912 That Raggedy Rag, ragtime voor harmonieorkest
- 1918 Tears (Of Love) - tekst: Frank H. Warren

### Toneelwerken

#### Musical
| Voltooid in | titel                                       | aktes   | première                                    | libretto                                                          |
| 1920        | Little Miss Charity; (samen met: M. Savin); | 2 akten | 2 september 1920, New York, Belmont Theatre | Edward Clark, gebaseerd op en klein verhaal van Edgar S. Franklin |

### Vocale muziek
- 1905 When the harvest moon is shining on the river, voor bariton en orkest
- 1906 After they gather the hay, voor solisten, mannenkwartet en orkest
- 1906 In the golden autumn time, my sweet Elaine, voor solisten, mannenkwartet en orkest
- 1907 Down in the old cherry orchard, voor mannenkwartet en orkest
- 1908 When it's moonlight on the prairie, voor mannenstemmen, mannenkwartet en orkest - tekst: Robert F. Roden
- 1908 Your picture says "remember" though your letter says "forget", voor mannenstemmen, mannenkwartet en orkest
- 1909 My way to heaven is through your love, sweetheart, voor mannenstem en orkest
- 1910 Night brings the stars and you, voor mannenstem en orkest
- 1910 Yucatana man - Jungle song, voor twee mannenstemmen en orkest
- 1910 I've got the time, I've got the place, but it's hard to find the girl, voor mannenstem en orkest
- 1910 I'm looking for a nice young fellow who is looking for a nice young girl, voor vrouwenstem en mannenkwartet
- 1911 I like the hat, I like the dress, and I like the girl that's in it, voor mannenstem en orkest
- 1912 Au revoir, sweet Marie, voor mannenstem en orkest
- 1918 Indianola, voor zangstem en orkest - (samen met: David Onivas) - tekst: Frank H. Warren
- 1918 Kentucky dream waltz, voor zangstem en orkest - (samen met: David Onivas) - tekst: Agnetta Floris
- 1919 Now I know, voor zangstem en orkest - (samen met: David Onivas) - tekst: Frank H. Warren
- A Kiss and A Ring
- Boys' Ranch, voor zangstem en orkest
- Queen of the South Sea Isles - tekst: L. Wolfe Gilbert
- The Wreck Of The Good Ship "Love" - tekst: Arthur J. Lamb
- Time, Place and the Girl

### Filmmuziek
- 1986 Stranded